# أندرو ليتل (سياسي)
أندرو ليتل هو سياسي كندي، ولد في 6 مارس 1919 بكالغاري في كندا، وتوفي بنفس المكان في 2 فبراير 1993. حزبياً، نشط في الرابطة التقدمية المحافظة في ألبرتا ‏. وقد انتخب عضو الجمعية التشريعية ألبرتا.